# Championnat d'Ouganda de football 1990
Navigation
Édition précédente Édition suivante
La saison 1990 du Championnat d'Ouganda de football est la vingt-et-unième édition du championnat de première division ougandais. Douze clubs ougandais prennent part au championnat organisé par la fédération. Les équipes rencontrent deux fois leurs adversaires, à domicile et à l'extérieur. En fin de saison, les trois derniers du classement sont relégués et remplacés par les trois meilleurs clubs de deuxième division.
C'est le quadruple tenant du titre, Villa SC, qui remporte à nouveau la compétition cette saison après avoir terminé en tête du classement final, avec deux points d'avance sur Coffee SC. C'est le septième titre de champion d'Ouganda de l'histoire du club, le cinquième consécutif.

## Participants
- Spears Motors FC
- Nile Breweries FC
- Villa SC
- Kampala City Council
- Nsambya Old Timers FC
- Uganda CI FC - Promu de D2
- Express FC
- Coffee SC
- Airlines FC
- BN United
- Resistance FC

+ un douzième club inconnu

## Compétition

### Classement
Le classement est établi sur le barème de points classique : victoire à 2 points, match nul à 1, défaite à 0.
| Rang | Équipe                | Pts | J  | G  | N  | P  | Bp | Bc | Diff |
| ---- | --------------------- | --- | -- | -- | -- | -- | -- | -- | ---- |
| 1    | Villa SCT             | 37  | 22 | 16 | 5  | 1  | 50 | 8  | +42  |
| 2    | Coffee SC             | 35  | 22 | 15 | 5  | 2  | 39 | 15 | +24  |
| 3    | Kampala City CouncilC | 32  | 22 | 14 | 4  | 4  | 32 | 18 | +14  |
| 4    | Express FC            | 26  | 22 | 11 | 4  | 7  | 26 | 17 | +9   |
| 5    | Nsambya Old Timers FC | 21  | 22 | 7  | 7  | 8  | 23 | 28 | -5   |
| 6    | Uganda CI FCP         | 20  | 22 | 5  | 10 | 7  | 22 | 25 | -3   |
| 7    | Airlines FC           | 19  | 22 | 8  | 4  | 10 | 28 | 31 | -3   |
| 8    | Club inconnu          |     | 21 |    |    |    |    |    |      |
| 9    | Spears Motors FC      | 17  | 22 | 4  | 9  | 9  | 22 | 35 | -13  |
| 10   | BN United             | 17  | 22 | 4  | 7  | 10 | 20 | 30 | -10  |
| 11   | Nile Breweries FC     | 11  | 21 | 2  | 7  | 12 | 18 | 32 | -14  |
| 12   | Resistance FC         | 9   | 22 | 2  | 5  | 15 | 12 | 41 | -29  |

|  | Qualification pour la Coupe des clubs champions africains 1991 et la Coupe CECAFA des clubs 1991 |
|  | Qualification pour la Coupe des Coupes 1991                                                      |
|  | Relégation en deuxième division                                                                  |
|  | T : Tenant du titre C : Vainqueur de la Coupe d'Ouganda P : Promu de D2                          |

- Les résultats du douzième club engagé en première division ne sont pas connus, sauf sa différence de buts (-12).

## Bilan de la saison
| Championnat d'Ouganda de football 1990                             |                      |
| Champion                                                           | Villa SC (7e titre)  |
| Coupes et trophées                                                 |                      |
| Vainqueur de la Coupe d'Ouganda 1990                               | Kampala City Council |
| Qualifications continentales                                       |                      |
| Coupe des clubs champions africains 1991                           | Villa SC             |
| Coupe d'Afrique des vainqueurs de coupe de football 1991           | Kampala City Council |
| Coupe CECAFA des clubs 1991                                        | Villa SC             |
| Promotions et relégations                                          |                      |
| Promus en Championnat d'Ouganda de football                        | Entebbe Works FC     |
| Promus en Championnat d'Ouganda de football                        | Bell FC              |
| Promus en Championnat d'Ouganda de football                        | Nytil FC             |
| Promus en Championnat d'Ouganda de football                        | Busia FC             |
| Relégués en Championnat d'Ouganda de football de deuxième division | BN United            |
| Relégués en Championnat d'Ouganda de football de deuxième division | Nile Breweries FC    |
| Relégués en Championnat d'Ouganda de football de deuxième division | Resistance FC        |